# Мутасаррифат
Мутасаррифат — адміністративна одиниця в Османській імперії, впроваджена з середини XIX ст. Був своєрідним автономним санджаком, що підпорядковувався напряму султанському уряду. Це було зумовлено, з одного боку, підйомом національних рухів у віддалених провінціях, а з другого — намаганням поліпшити управління адміністративно-територіальною системою, яке вже не відповідало тогочасним викликам.

## Мутасаррифати
- Мутасаррифат Дайр-ез-Заур, 1880—1922 роки
- Мутасаррифат Гірського Лівану, 1861—1918 роки
- Мутасаррифат Кіпру, 1861—1868 та 1870—1914 роки
- Мутасаррифат Єрусалиму, 1872—1918 роки
- Мутасаррифат Бенгазі, 1863—1864, 1875—1879, 1888—1890, 1908—1912 роки
- Мутассарифат Серфіче, 1881—1912 роки
- Мутасаррифат Ізміт, 1888—1922 роки
- Мутасаррифат Біга, 1888—1922 роки
- Мутасаррифат Караку, 1894—1918 роки